# ロマン・ホディン
ロマン・ホディン（Roman Khodin、1993年9月6日 - ）は、プレミアリーグ、クラスニヤール・クラスノヤルスクに所属するラグビーユニオン選手。

## プロフィール
- ロシア・ペンザ出身。
- ポジションはロック(LO)[1]。
- 身長 191cm、体重 99kg
- U20ロシア代表に選ばれたことがある[2]。
- ロシア代表キャップは7（2022年3月現在）。
- 7人制ロシア代表に選ばれたことがある。

## 略歴
2019年、ラグビーワールドカップ2019のロシア代表に選ばれた。